# Branka Batinić
Mr.sc. Branka Batinić (Vinkovci, 8. svibnja 1958.), hrvatska stolnotenisačica, stolnoteniska trenerica i magistrica ekonomije.

## Životopis
Rođena je 8. svibnja 1958. u Vinkovcima, gdje je završila osnovnu školu i Vinkovačku gimnaziju. Od malena je trenirala i igrala za STK „Lokomotiva“ Vinkovci.
S trenerima Hermanom Vukušićem i Joletom (Ljubinko) Skakićem postala je vrhunska hrvatska i jugoslavenska stonoteniska reprezentativka još dok je igrala za matični klub i pohađala gimnaziju.  Godine 1976. pobijedila je tri kineske igračice na Međunarodnom prvenstvu Jugoslavije u stolnom tenisu. U proljeće 1977. Branka Batinić i D. Jurčić su su sastavu jugoslavenske stolnoteniske reprezentacije pozvani u Kinu na prijeteljski susret dviju reprezentacija. To je predstavio početak poboljšavanja odnosa između SFR Jugoslavije i NR Kine, koje su bile zavađene od Titova sukoba sa Staljinom. Svega tri mjeseca kasnije Josip Broz Tito posjetio je Kinu.
U Zagrebu je studirala vanjsku trgovinu te igrala za stolnoteniski klub „Mladost“. Godine 1981. u paru s D. Šurbekom osvojila 3. mjesto na Svjetskom prvenstvu, 2. mjesta na Europskim prvenstvima 1982. i 1984. i 3. mjesto 1986. Osvajačica je i ekipnog (SFRJ) srebrnog odličja na Europskom prvenstvu 1984. Osvojila je i 1. mjesto u europskoj Superligi. Pojedinačmo je bila 15 puta prvakinja Hrvatske, 12 puta prvakinja SFRJ i trostuka prvakinja Balkana.
Na kraju igračke karijere Batinić je igrala u zapadnonjemačkim saveznim ligama. Tamo je završila školu za stolnotenisku trenerica i trenirala nekoliko njemačkih ligaša. U međuvremenu je magistrirala na Ekonomskom fakultetu u Zagrebu 2002.

## Nagrade
Nagrađena je sljedećim nagradama:
- Nagrada Grada Zagreba (1982.)
- Nagrada SFKH-a (1982.)
- Najbolja športašica Hrvatske (1975. i 1984.)
- Najbolja športašica SFRJ (1975.)
- Najbolja športašica Grada Zagreba